# Walckenaeria
Walckenaeria är ett släkte av spindlar som beskrevs av John Blackwall 1833. Walckenaeria ingår i familjen täckvävarspindlar.

## Bildgalleri

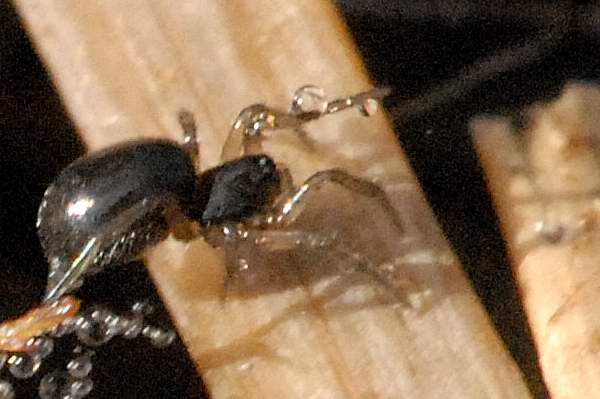

## Dottertaxa tillWalckenaeria, i alfabetisk ordning[1][2]
- Walckenaeria abantensis
- Walckenaeria aberdarensis
- Walckenaeria acuminata
- Walckenaeria aenea
- Walckenaeria afur
- Walckenaeria alba
- Walckenaeria allopatriae
- Walckenaeria alticeps
- Walckenaeria anceps
- Walckenaeria angelica
- Walckenaeria angustifrons
- Walckenaeria antica
- Walckenaeria aprilis
- Walckenaeria arcana
- Walckenaeria arctica
- Walckenaeria atrotibialis
- Walckenaeria auranticeps
- Walckenaeria aurata
- Walckenaeria baborensis
- Walckenaeria basarukini
- Walckenaeria bifasciculata
- Walckenaeria bifida
- Walckenaeria blanda
- Walckenaeria breviaria
- Walckenaeria brevicornis
- Walckenaeria brucei
- Walckenaeria camposi
- Walckenaeria caobangensis
- Walckenaeria capito
- Walckenaeria carolina
- Walckenaeria castanea
- Walckenaeria cavernicola
- Walckenaeria chikunii
- Walckenaeria chiyokoae
- Walckenaeria christae
- Walckenaeria cirriceps
- Walckenaeria clavicornis
- Walckenaeria claviloba
- Walckenaeria clavipalpis
- Walckenaeria cognata
- Walckenaeria columbia
- Walckenaeria communis
- Walckenaeria coniceps
- Walckenaeria coreana
- Walckenaeria corniculans
- Walckenaeria cornuella
- Walckenaeria cretaensis
- Walckenaeria crocata
- Walckenaeria crocea
- Walckenaeria crosbyi
- Walckenaeria cucullata
- Walckenaeria cuspidata
- Walckenaeria cylindrica
- Walckenaeria cyprusensis
- Walckenaeria dalmasi
- Walckenaeria denisi
- Walckenaeria digitata
- Walckenaeria directa
- Walckenaeria discolor
- Walckenaeria dixiana
- Walckenaeria dondalei
- Walckenaeria dulciacensis
- Walckenaeria dysderoides
- Walckenaeria elgonensis
- Walckenaeria emarginata
- Walckenaeria erythrina
- Walckenaeria exigua
- Walckenaeria extraterrestris
- Walckenaeria faceta
- Walckenaeria fallax
- Walckenaeria floridiana
- Walckenaeria fraudatrix
- Walckenaeria furcillata
- Walckenaeria fusca
- Walckenaeria fusciceps
- Walckenaeria fuscocephala
- Walckenaeria gertschi
- Walckenaeria gologolensis
- Walckenaeria golovatchi
- Walckenaeria gomerensis
- Walckenaeria hamus
- Walckenaeria helenae
- Walckenaeria hierropalma
- Walckenaeria ichifusaensis
- Walckenaeria incisa
- Walckenaeria incompleta
- Walckenaeria indirecta
- Walckenaeria inflexa
- Walckenaeria insperata
- Walckenaeria intoleranda
- Walckenaeria iviei
- Walckenaeria jocquei
- Walckenaeria kabyliana
- Walckenaeria karpinskii
- Walckenaeria katanda
- Walckenaeria kazakhstanica
- Walckenaeria keikoae
- Walckenaeria kikogensis
- Walckenaeria kochi
- Walckenaeria koenboutjei
- Walckenaeria korobeinikovi
- Walckenaeria kulalensis
- Walckenaeria languida
- Walckenaeria latens
- Walckenaeria lepida
- Walckenaeria lurida
- Walckenaeria maesta
- Walckenaeria mariannae
- Walckenaeria martensi
- Walckenaeria mauensis
- Walckenaeria mengei
- Walckenaeria meruensis
- Walckenaeria mesus
- Walckenaeria mexicana
- Walckenaeria microps
- Walckenaeria microspiralis
- Walckenaeria minuscula
- Walckenaeria minuta
- Walckenaeria mitrata
- Walckenaeria monoceras
- Walckenaeria monoceros
- Walckenaeria neglecta
- Walckenaeria nepalensis
- Walckenaeria ngorongoroensis
- Walckenaeria nigeriensis
- Walckenaeria nishikawai
- Walckenaeria nodosa
- Walckenaeria nudipalpis
- Walckenaeria obtusa
- Walckenaeria occidentalis
- Walckenaeria ocularis
- Walckenaeria oregona
- Walckenaeria orghidani
- Walckenaeria orientalis
- Walckenaeria pallida
- Walckenaeria palmgreni
- Walckenaeria palmierro
- Walckenaeria palustris
- Walckenaeria parvicornis
- Walckenaeria pellax
- Walckenaeria perdita
- Walckenaeria picetorum
- Walckenaeria pinocchio
- Walckenaeria pinoensis
- Walckenaeria placida
- Walckenaeria plumata
- Walckenaeria prominens
- Walckenaeria puella
- Walckenaeria pullata
- Walckenaeria pyrenaea
- Walckenaeria quarta
- Walckenaeria reclusa
- Walckenaeria redneri
- Walckenaeria rufula
- Walckenaeria rutilis
- Walckenaeria ruwenzoriensis
- Walckenaeria saniuana
- Walckenaeria serrata
- Walckenaeria simplex
- Walckenaeria solivaga
- Walckenaeria spiralis
- Walckenaeria striata
- Walckenaeria stylifrons
- Walckenaeria subdirecta
- Walckenaeria subpallida
- Walckenaeria subspiralis
- Walckenaeria subvigilax
- Walckenaeria suspecta
- Walckenaeria tanzaniensis
- Walckenaeria teideensis
- Walckenaeria tenella
- Walckenaeria tenuitibialis
- Walckenaeria teres
- Walckenaeria thrinax
- Walckenaeria tibialis
- Walckenaeria torta
- Walckenaeria tricornis
- Walckenaeria tumida
- Walckenaeria turbulenta
- Walckenaeria tystchenkoi
- Walckenaeria uenoi
- Walckenaeria unicornis
- Walckenaeria uzungwensis
- Walckenaeria weber
- Walckenaeria westringi
- Walckenaeria vigilax
- Walckenaeria vilbasteae
- Walckenaeria wunderlichi
- Walckenaeria yunnanensis